# Всеіндійська футбольна федерація
Всеіндійська футбольна федерація (англ. All India Football Federation (AIFF), гінді अखिल भारतीय फुटबॉल महासंघ) — організація, що здійснює контроль і управління футболом в Індії. Федерація є організатором збірних команд Індії а також контролює проведення національного чемпіонату і ряду інших загальнонаціональних турнірів.
Федерація була заснована в 1937 році і була прийнята в число членів ФІФА в 1948 році, невдовзі після здобуття Індією незалежності в 1947 році. У 1954 році Індія стала однією з країн-засновниць Азійської конфедерації футболу (АФК).

## Історія
Заснована у 1893 році Індійська футбольна асоціація (ІФА), яка і досі керує футболом в штаті Західна Бенгалія, в ті роки фактично керувала цим видом спорту і у всій Британській Індії. Британці домінували в керівництві асоціації протягом перших десятиліть XX століття, завдяки їх діяльності та англійській методиці футбол у той час став дуже популярним в Бенгалії. Будучи одночасно складовою частиною Футбольної асоціації Англії, асоціація контролювала всі закордонні поїздки і організовувала матчі індійських клубів з іноземними командами в Калькутті та інших містах.
Управління футбольними змаганнями в Індії здійснювалося нечисленними регіональними асоціаціями. Таких асоціацій не існувало дуже багато, проте в ІФА вважали, що провінціям потрібно прагнути до формування загальнонаціонального органу. На конференції, організованій в 1935 році в Дарбхангу, вдалося, крім представників ІФА зібрати делегатів ще від 7 регіонів. Однак, в результаті розбіжностей, представники ІФА покинули конференцію, а решта учасників створили орган, названий «Всеіндійська футбольна асоціація». Пізніше представник ІФА Пантадж Гупта звернувся до керівників армійського спорту з низкою пропозицій для вирішення конфлікту, і на початку березня 1937 року була розроблена компромісна формула, яка зрештою привела до створення Всеіндійської федерації футболу. 27 березня 1937 року в Делі під керівництвом бригадного генерала Маджендина відбулася зустріч керівників ІФА, ВФА і ряду регіональних асоціацій, на якій вирішено ліквідувати ВФА і створити замість цього Всеіндійську футбольну федерацію з одним представником від кожної асоціації і по два — від ІФА і від Ради з контролю над армійським спортом.
23 червня 1937 року на конференції, що пройшла в розташуванні штабу британської армії в Шимлі, столиці гірського штату Гімачал-Прадеш, була офіційно заснована Всеіндійська футбольна федерація. Шістьма організаціями, які домовились про створення єдиної федерації, стали Індійська футбольна асоціація (представляє Західну Бенгалію), Рада з контролю над армійським спортом, Футбольна асоціація Західної Індії, асоціації Сполучених провінцій, Біхара, а також Делі. Першим головою був обраний генерал Маджендин.

## Організаційна структура
До складу федерації входять асоціації футболу тридцяти трьох штатів, крім цього, в статусі асоційованих членів, в федерацію увійшли спортивні комітети працівників залізниць і державних службовців, а також комітет у справах жінок. Асоціації трьох штатів очікують прийому в число членів федерації.
Члени федерації мають власні статути і органи управління. У ряді випадків вони не відповідають правилам федерації. В залежності від розмірів штату, асоціації включають в себе ряд районних асоціацій, пов'язаних з ними. Клуби знаходяться в районних асоціаціях. У невеликих штатах клуби безпосередньо входять в асоціацію штату. Кожен індійський штат проводить свої власні змагання. Змагання проводяться також на районному рівні.
Серед асоціацій штатів існує явна нерівність. Деякі з них мають значні ресурси, добре оснащений і укомплектований офіс. А є такі, в яких як штаб-квартира використовується всього одна кімнатка, куди секретар приходить по завершенні своєї основної роботи.

## Змагання
Всеіндійська футбольна федерація є організатором наступних змагань:
- Ай-ліга (загальнонаціональна професіональна ліга)
- Індійська суперліга  (професіональна франчайзингова ліга)
- Кубок Федерації[3]
- Кубок Дюранда (третій у світі і найстаріший в Індії футбольний турнір)
- Santosh Trophy[4]
- Dutta Ray Trophy (національний чемпіонат U-21)
- B. C. Roy Trophy (національний чемпіонат U-19)
- Mir Iqbal Hussain Trophy (національний чемпіонат U-16)
- Кубок Неру (міжнародний товариський турнір серед збірних)